# Hans-Heinrich Jescheck

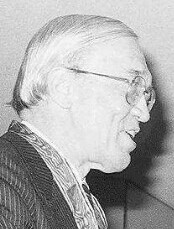
Hans-Heinrich Jescheck (1985)

Hans-Heinrich Jescheck (* 10. Januar 1915 in Liegnitz, Schlesien; † 27. September 2009 in Freiburg im Breisgau) war ein deutscher Rechtswissenschaftler und ordentlicher Professor für deutsches und ausländisches Strafrecht, Strafprozess- und Zivilprozessrecht sowie Forstliche Rechtskunde.

## Leben
Jescheck, Sohn von Gabriele Jescheck, geborene Hoffmann, und des Rechtsanwalts, Notars und Justizrats Erich Jescheck, kam 1924 an das humanistische Gymnasium in Liegnitz. Beeindruckt hat ihn eine „Hellas-Fahrt“ in die Magna Graecia 1932 unter der Leitung von Wilhelm Dörpfeld. Im März 1933 legte er sein Abitur ab. Er hielt die Abiturrede über den Tag von Potsdam. Jescheck trat zum 1. Mai 1933 der NSDAP bei (Mitgliedsnummer 2.140.873) und schloss sich auch der SA an.
Er studierte in Freiburg im Breisgau, in München und in Göttingen Rechtswissenschaften. Jescheck war evangelisch und wurde Mitglied der schlagenden Burschenschaft Franconia Freiburg. Er hörte Fritz Pringsheim, Erik Wolf und Eduard Kern. Bei Kern wurde er 1937 nach seinem ersten Staatsexamen 1936 über die Juristenausbildung zum Dr. jur. promoviert.
Im November 1937 wurde er zum Wehrdienst eingezogen und kam zur 18. Infanterie-Division. Kurz vor Ende der Dienstzeit brach der Zweite Weltkrieg aus. Jescheck war in Polen, Frankreich und der Sowjetunion eingesetzt und wurde 1943 zum Hauptmann befördert. Im selben Jahr legte er die Notassessorprüfung ab. 1944 kam er wieder an die Ostfront und wurde verwundet. Am 5. März 1945 erhielt er das Ritterkreuz des Eisernen Kreuzes. Jescheck geriet 1945 in französische Kriegsgefangenschaft. Im Lager Mulsanne bei Le Mans unterrichtete er in der Lageruniversität u. a. mit Carl Hermann Ule. Später kam er nach St. Denis in ein Centres d'études pour prisonniers de guerre allemandes, wo er mit den Spitzen der französischen Gesellschaft in Kontakt kam: Joseph Rovan, André Maurois, Raymond Aron, Emanuel Mounier, André François-Poncet. Im Juni 1947 wurde er aus der Kriegsgefangenschaft entlassen, über seine Entnazifizierung ist nichts bekannt.
In Freiburg wurde er Landesgerichtsrat und als Richter am Landgericht angestellt und Zivil- und Strafrecht zugeteilt. Später wurde er Oberlandesgerichtsrat. Kurz vor Ende der Habilitation über das Völkerstrafrecht (Verantwortlichkeit der Staatsorgane) 1949 wurde Jescheck alleinerziehender Witwer. Im Oktober 1952 wurde er, durch Walter Strauß angefordert, als Ministerialrat an das Bundesjustizministerium abgeordnet. Dort freundete er sich mit Eduard Dreher und Karl Lackner an. In Bonn heiratete er 1951 in zweiter Ehe Liselotte Iltis. In der Bonner Zeit nahm er an den Verhandlungen über die Europäische Verteidigungsgemeinschaft teil. 1954 wurde er in die Große Strafrechtskommission berufen (bis 1959).
1954 übernahm er den Lehrstuhl für Straf- und Strafprozessrecht des zuvor verstorbenen Adolf Schönke in Freiburg im Breisgau (bis 1980). Am gleichen Lehrstuhl wurde er Direktor des Instituts für Ausländisches und Internationales Strafrecht, das seit 1966 als Max-Planck-Institut für ausländisches und internationales Strafrecht firmiert (bis 1982).
Während seiner Lehrtätigkeit wurde er 1962 zum Dekan der Rechts- und Staatswissenschaftlichen Fakultät und 1964 zum Rektor der Universität Freiburg im Breisgau gewählt. Dieses Amt übte er 1965/1966 aus. Jescheck war zugleich seit 1954 Richter im Nebenamt am Oberlandesgericht Karlsruhe (bis 1975). Ab 1963 war er Mitglied der Internationalen Juristen-Kommission in Genf. Von 1974 bis 1983 war er Vorsitzender der Gesellschaft für Rechtsvergleichung. Von 1979 bis 1989 war er Präsident der Association Internationale de Droit Pénal, deren Generalsekretär er bereits 1950 geworden war. 1990/91 hielt er aushilfsweise Vorlesungen in Greifswald.
Nach seiner Meinung ist „das Strafrecht (…) ohne die Kriminologie blind, Kriminologie ohne Strafrecht (…) uferlos“.
Jescheck war ab 1966 Ehrenmitglied der Japanischen Gesellschaft für Strafrecht. Er war zudem Träger mehrerer Ehrendoktorwürden; etwa der Universität Stockholm (1975), der Sung-Kyun-Kwan-Universität in Seoul (1978), der Waseda-Universität in Tokio (1978) und der Universität Coimbra (1981). Er war auch ausländisches Mitglied der Akademie der Wissenschaften der Niederlande und Norwegens. Im Jahr 1984 wurde ihm das Große Verdienstkreuzes der Bundesrepublik Deutschland verliehen; zudem war er Träger der Beccaria-Medaille. Er war Mitherausgeber der Zeitschrift für die gesamte Strafrechtswissenschaft und Rotarier.